# 長鱷龍屬
長鱷龍屬是三疊紀晚期恐龍的一屬。長鱷龍最初被分類為虛骨龍類的跳足鱷科（Hallopodidae），但目前被重新歸類於腔骨龍超科；而跳足鱷目前被歸類於喙頭鱷類。
模式種為具冠長鱷龍（D. cristatus），是由休尼（Friedrich von Huene）在1932年描述、命名的，屬名意為「長的鱷魚」。化石只有一根脛骨，發現於德國的Stubensandstein地層的中層或下層。某些科學家認為，這根脛骨很類似理理恩龍、雙脊龍的脛骨。由於目前只有一根骨頭，所以長鱷龍被認為是疑名。

## 外部連結
- 恐龍博物館——長鱷龍